# Entiat (rivière)
Pour les articles homonymes, voir Entiat.
L’Entiat (Entiat River) est un cours d'eau de 92 kilomètres de long dans le comté de Chelan, dans l'État de Washington aux États-Unis. Il se jette dans le Columbia.